# Won in the Clouds (film 1914)
Won in the Clouds è un cortometraggio muto del 1914 sceneggiato e diretto da Otis Turner. Di genere avventuroso, ambientato in Africa, il film fu prodotto dalla Universal Film Manufacturing Company. Gli interpreti erano Herbert Rawlinson, Marie Walcamp, Frank Lloyd, Rex De Rosselli, Elsie Fay, A. Roy Knabenshue.
Nel 1928, il soggetto di Otis Turner venne riadattato per un altro Won in the Clouds, film diretto da Bruce M. Mitchell che riprendeva con alcune varianti la storia originale e che aveva come protagonista Al Wilson, attore e stuntman.

## Trama
L'inglese Cecil James si reca in Africa con la figlia Grace. Durante una battuta di caccia, salvano Bangula, un indigeno, dall'essere ucciso per avere rubato un fucile. Bangula, per riconoscenza, li porta fino a una misteriosa miniera di diamanti, in mezzo alle selvagge terre dei Kabangan. Intanto, nella vicina città di Bloemfontein, giunge Roy Knabenshue che, con il suo dirigibile, deve trasportare gli agenti del banchiere Bjornsen fino alle miniere dell'interno. Il progetto, però, abortisce perché Bjornsen fallisce e non ci sono più fondi per proseguire la missione. Il pilota, intanto, si è innamorato di Mary, la figlia del banchiere. Nel villaggio Kaffir, i James incontrano un portoghese che vive praticamente prigioniero. L'uomo tenta di aggredire Grace. I due inglesi riescono a fuggire ma devono abbandonare i diamanti che avevano trovato. Diretti a Bloemfontein, i due leggono della spedizione di Knabenshue e gli offrono di fare a metà se riusciranno a recuperare i diamanti. Quando ritornano, James è fatto prigioniero e rischia di essere preda dei leoni ma Grace riesce a salvarlo, anche se poi devono fuggire dalla casa che è stata incendiata dal vendicativo portoghese. La salvezza arriva dal cielo, con il dirigibile di Knabenshue che li recupera e, dopo avere bombardato il villaggio per difendersi dagli indigeni che gli lanciano le frecce per bucare il pallone, lasciano quelle terre inospitali.

## Produzione
Il film fu prodotto dalla Universal Film Manufacturing Company.

## Distribuzione
Distribuito dalla Universal Film Manufacturing Company, il film - un cortometraggio in tre bobine - uscì nelle sale statunitensi il 16 marzo 1914.